# Valtice
Valtice (en allemand : Feldsberg) est une ville du district de Břeclav, dans la région de Moravie-du-Sud, en République tchèque. Sa population s'élevait à 3 593 habitants en 2024.

## Géographie
Valtice se trouve à la frontière autrichienne, à 10 km à l'ouest de Břeclav, à 52 km au sud-sud-est de Brno, à 66 km au nord-est de Vienne (Autriche) et à 225 km au sud-est de Prague.
La commune est limitée par Sedlec et Hlohovec au nord, par Břeclav à l'est, et par l'Autriche au sud et à l'ouest.

## Histoire
Le village est une colonie allemande fondée par les évêques de Passau au XIIe siècle. De 1391 à 1945, il est propriété des princes de Liechtenstein qui transforment progressivement le village de Valtice et le bourg voisin de Lednice en un complexe de châteaux, jardins, folies et parcs unique en Europe avec une surface de 200 km2 (soit une surface plus importante que la seule principauté montagneuse du Liechtenstein).
Valtice n'est rattachée à l’okres (district) de Mikulov en Tchécoslovaquie que le 31 décembre 1920, ayant jusqu'alors fait partie de la Basse-Autriche.

## Patrimoine

### Château de Valtice
Œuvre de Johann Bernhard Fischer von Erlach, il est construit pour les princes de Liechtenstein par le maître d'œuvre italien Martinelli et remplace un burg gothique et un palais Renaissance dont ne subsiste que deux tours intégrées aux communs.

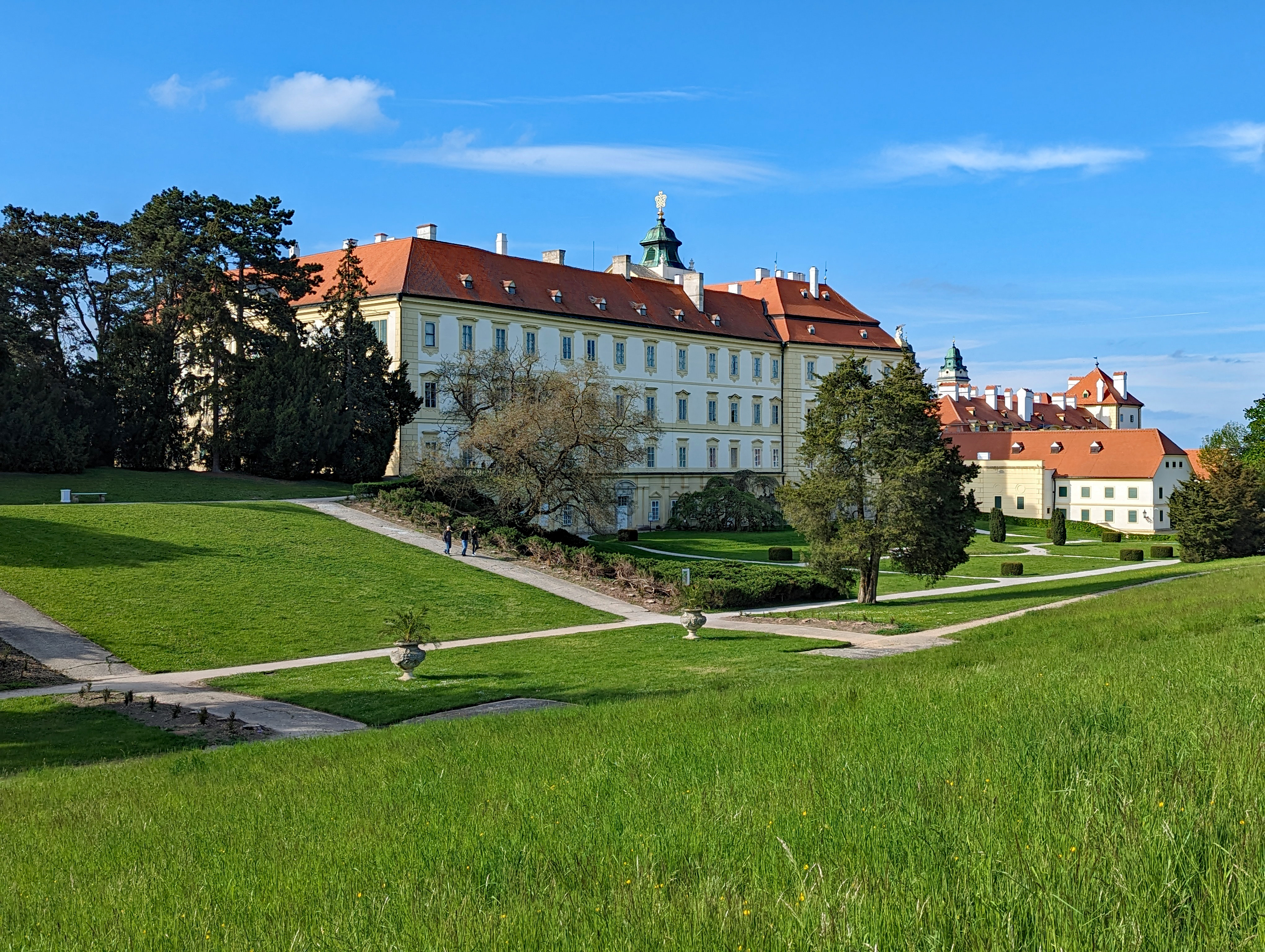
Vue du Château.
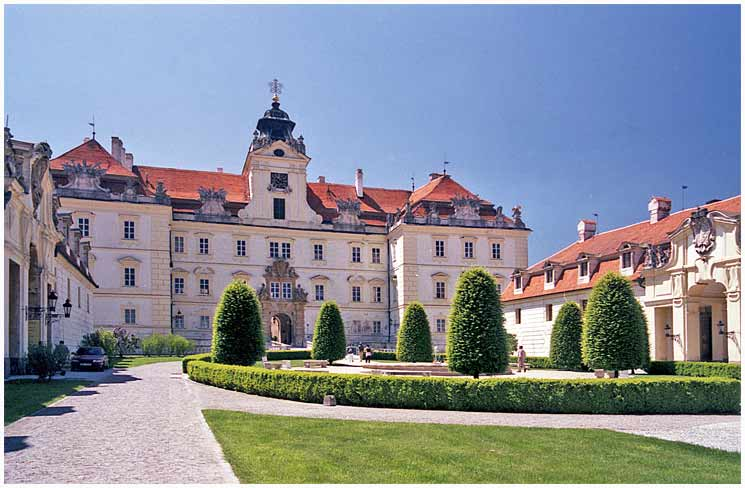
Cour du château.

Organisé sur un plan carré, il comporte un théâtre rococo, une sala terrena, une galerie de peintures, des salons de réceptions, le tout sur trois étages.

### Parc de Valtice
Les jardins sont plantés en 1727 sur les plans de G. Girard. Ils sont étendus au XIXe siècle quand un parc paysagé leur est adjoint.

#### Rendez-vous

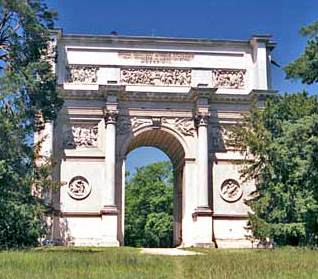

Appelé aussi le temple de Diane, le Rendez-vous (en français) est une construction romantique édifiée entre 1810 et 1812 sur les plans de l'architecte J. L. Hardmuth et évoque un arc de triomphe romain. Il se situe au cœur d'un bois, à 1,5 km à l'est du château de Valtice.

#### Colonnade

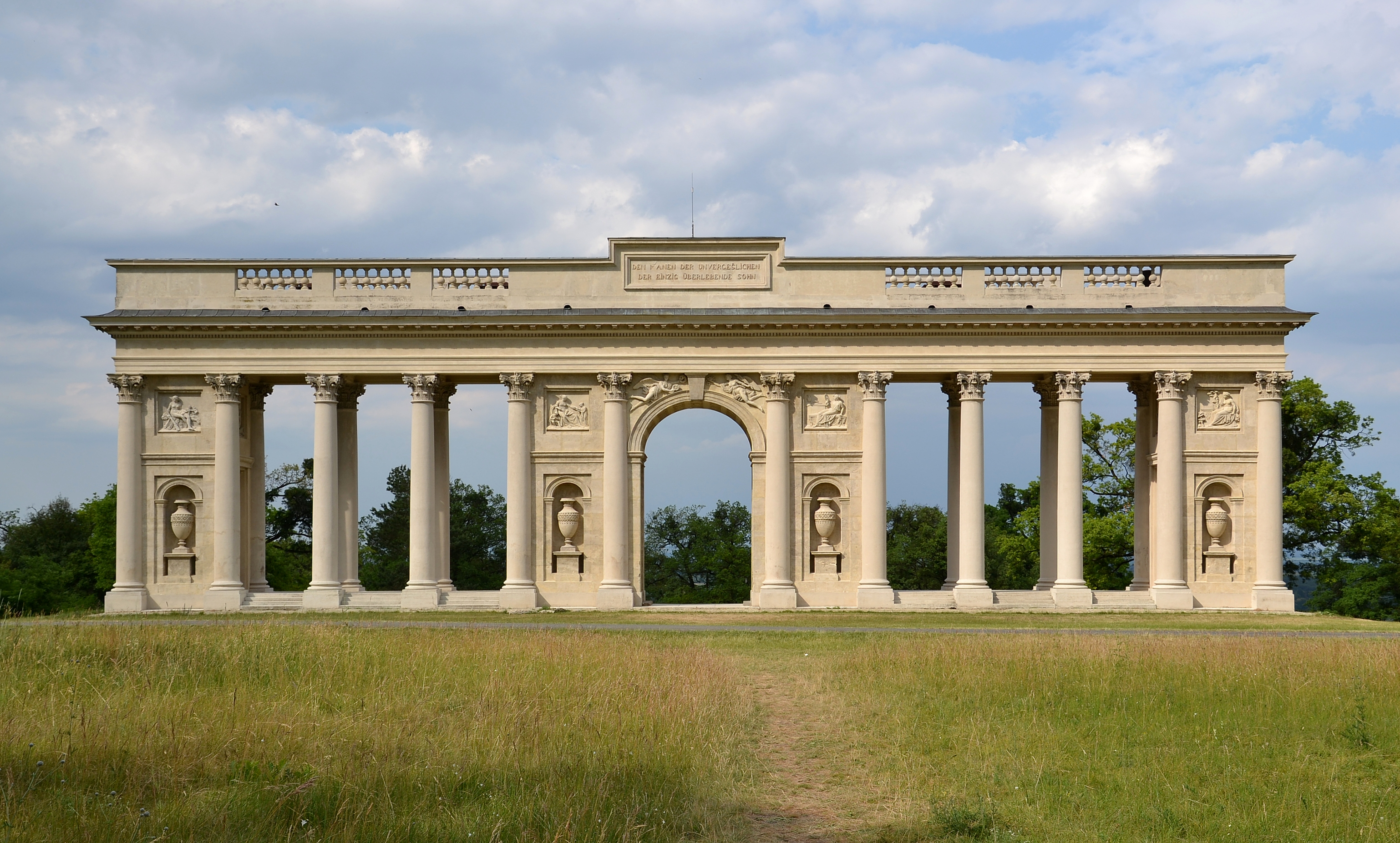

La colonnade est située sur une hauteur dominant le village de Valtice distante de 1,5 km. Elle est construite entre 1817 et 1823 par J. Popellack sur le modèle de celle du château de Schönbrunn. D'ici, on a une vue panoramique sur les environs, de Mikulov à Lednice.

#### Chapelle Saint-Hubert

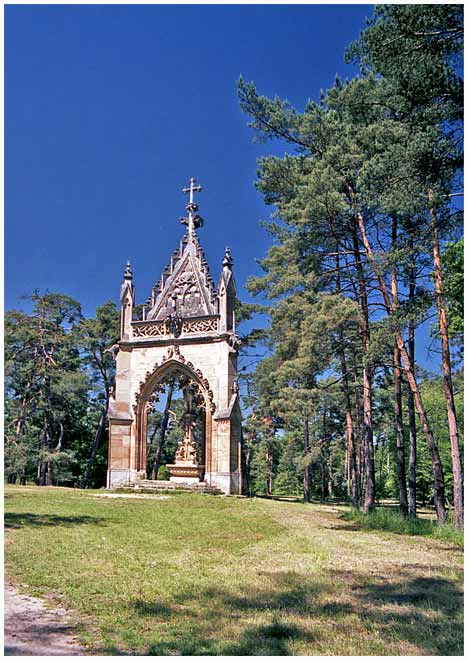

La chapelle romantique néo-gothique dédiée à saint Hubert, patron des chasseurs, est édifiée en 1855 sur les plans de J. Wingemüller. Elle repose sur trois piliers et dispose d'un toit richement sculpté. Elle se situe à environ 3 km de Valtice.

#### Folie des Trois Grâces
Installée en 1825 à 4 km au nord-ouest de Valtice, les Trois Grâces est l'œuvre de M. Fischer, abritée par une folie néo-classique sur les plans de K. Engel.

### Église de l'Ascension

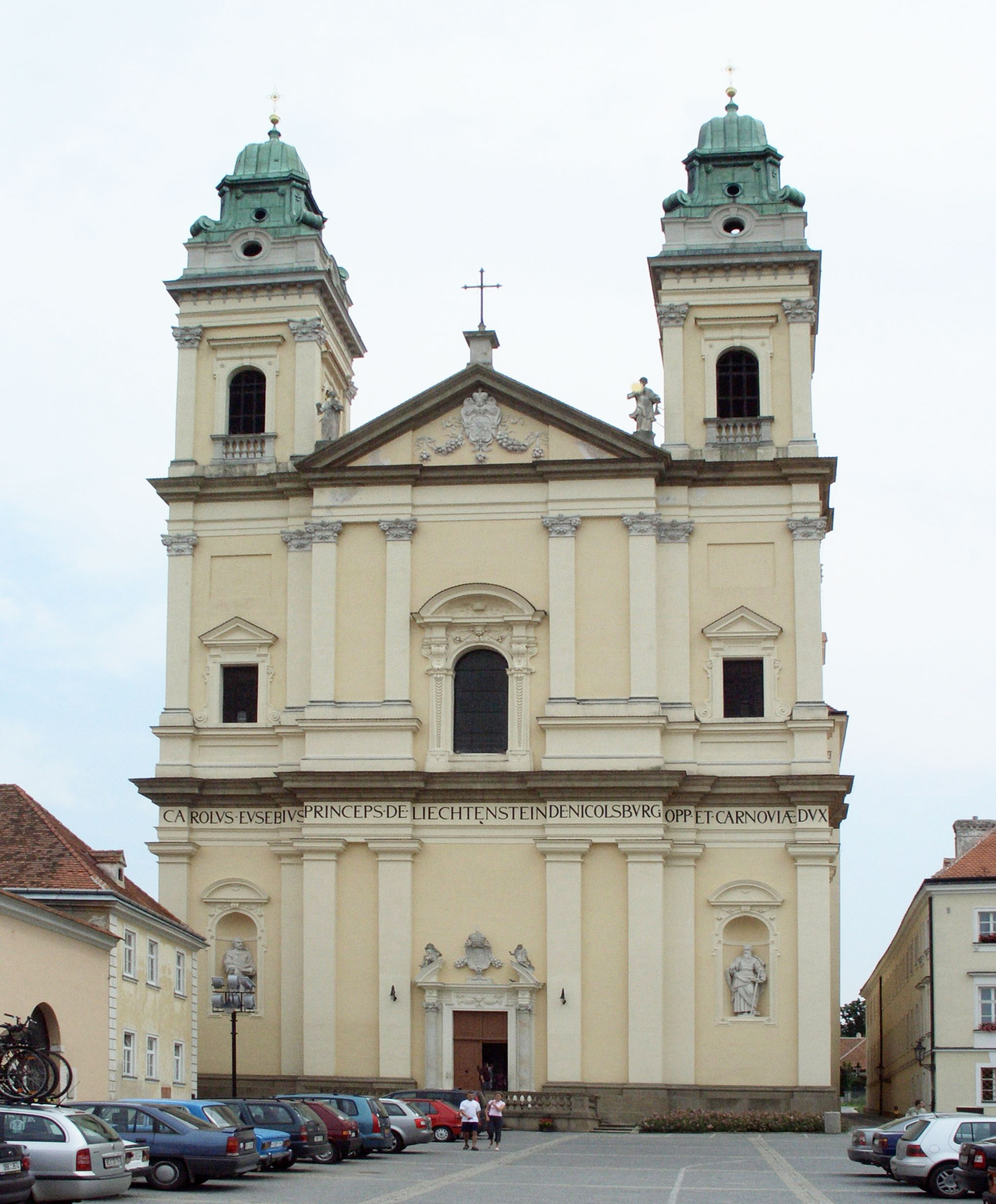

Construite en style baroque entre 1631 et 1671 par J. Carlon et Gian Giacomo Tencalla. Elle est richement décorée de stucs.

## Personnalités
- Léopoldine von Sternberg (1733-1809), princesse consort du Liechtenstein
- Johannes Matthias Sperger (1750-1812), compositeur et contrebassiste autrichien
- Ferdinand Bauer (1760-1826), peintre
- Franz Andreas Bauer (1758-1840), peintre et illustrateur botaniste
- Peter Horton (1941-2023), chanteur, compositeur et écrivain autrichien.
- František Čermák (1976), joueur de tennis
- Eduard Reimoser (1864-1940), arachnologiste

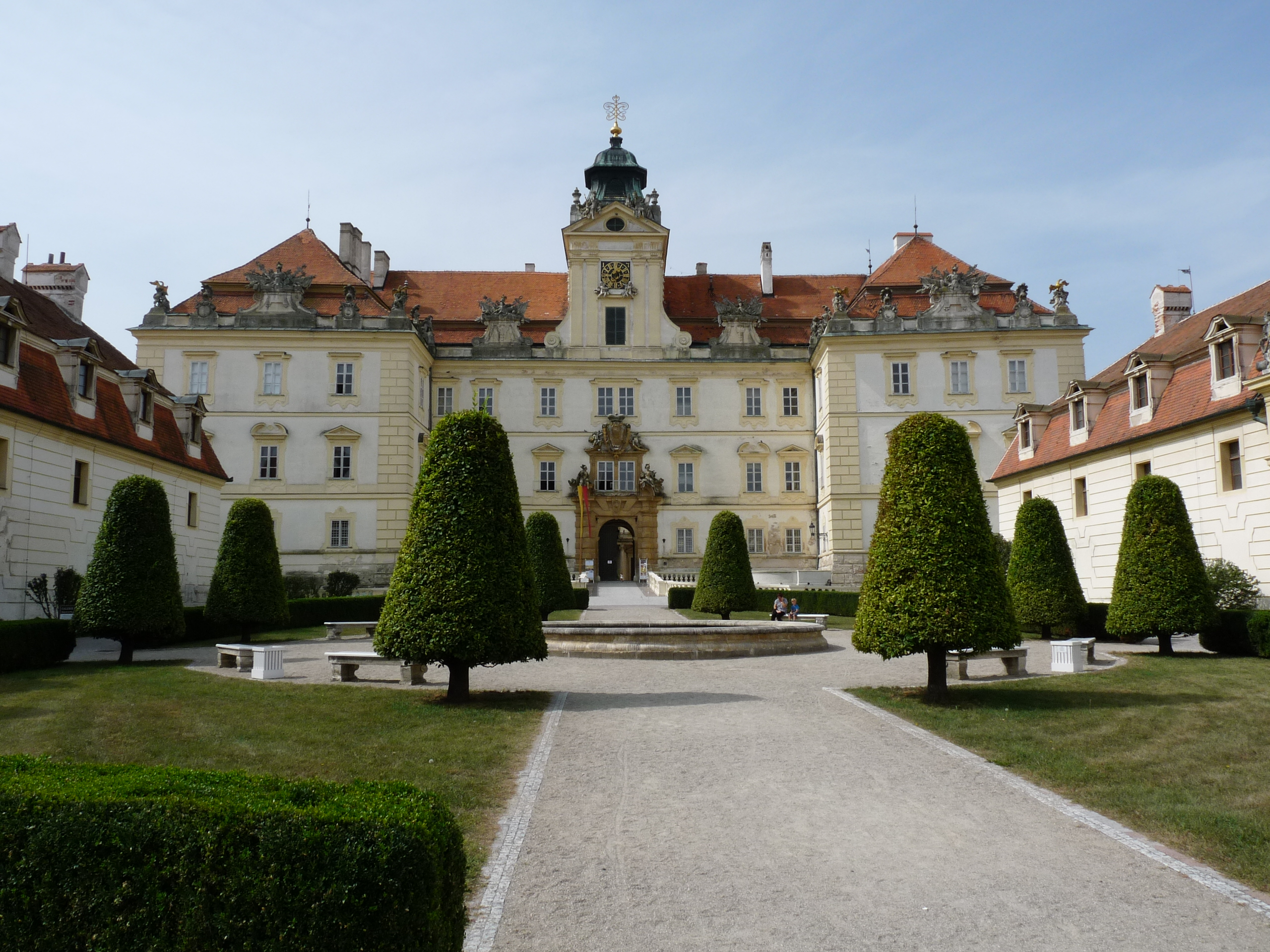
Château de Valtice
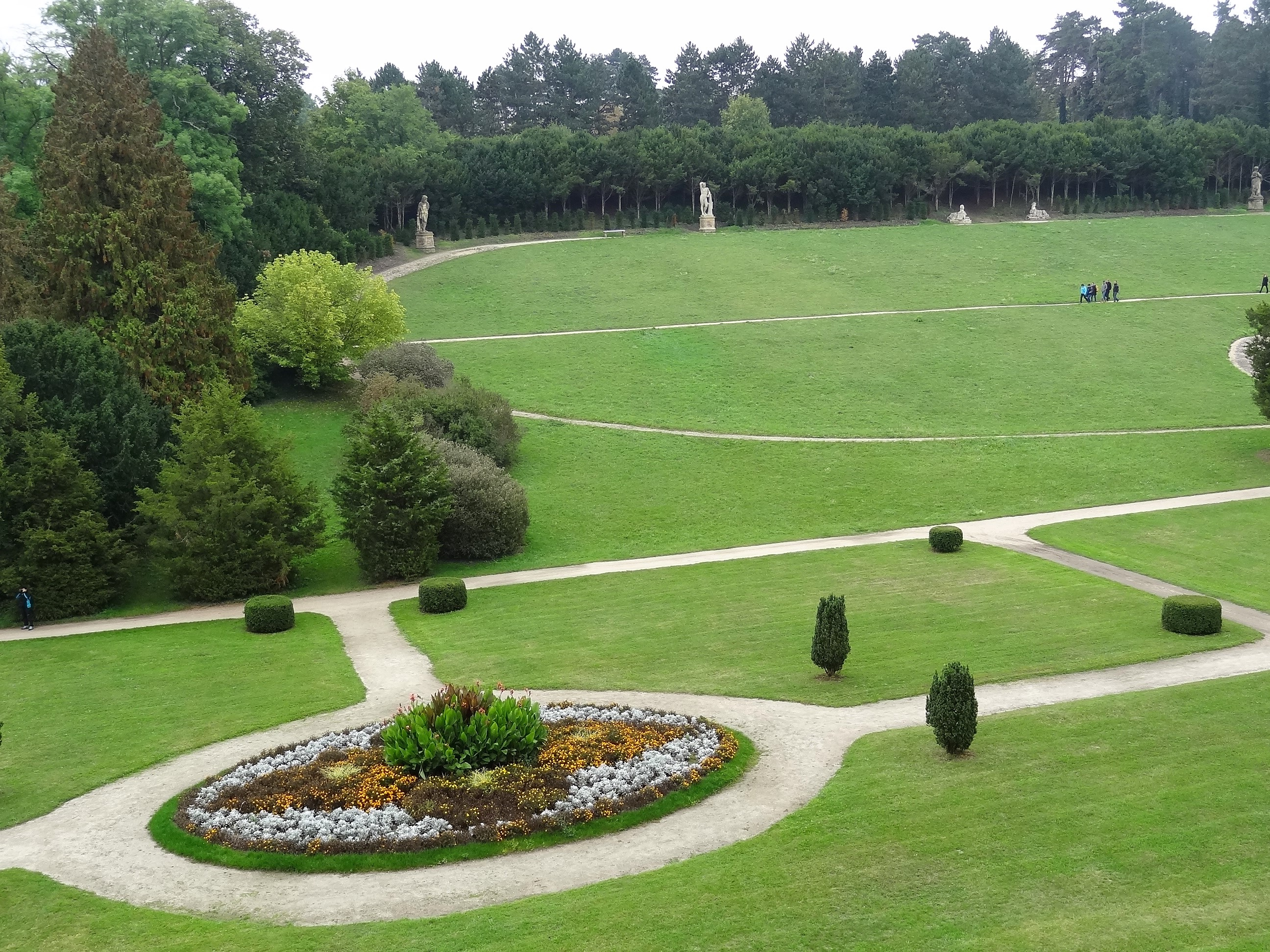
Château de Valtice
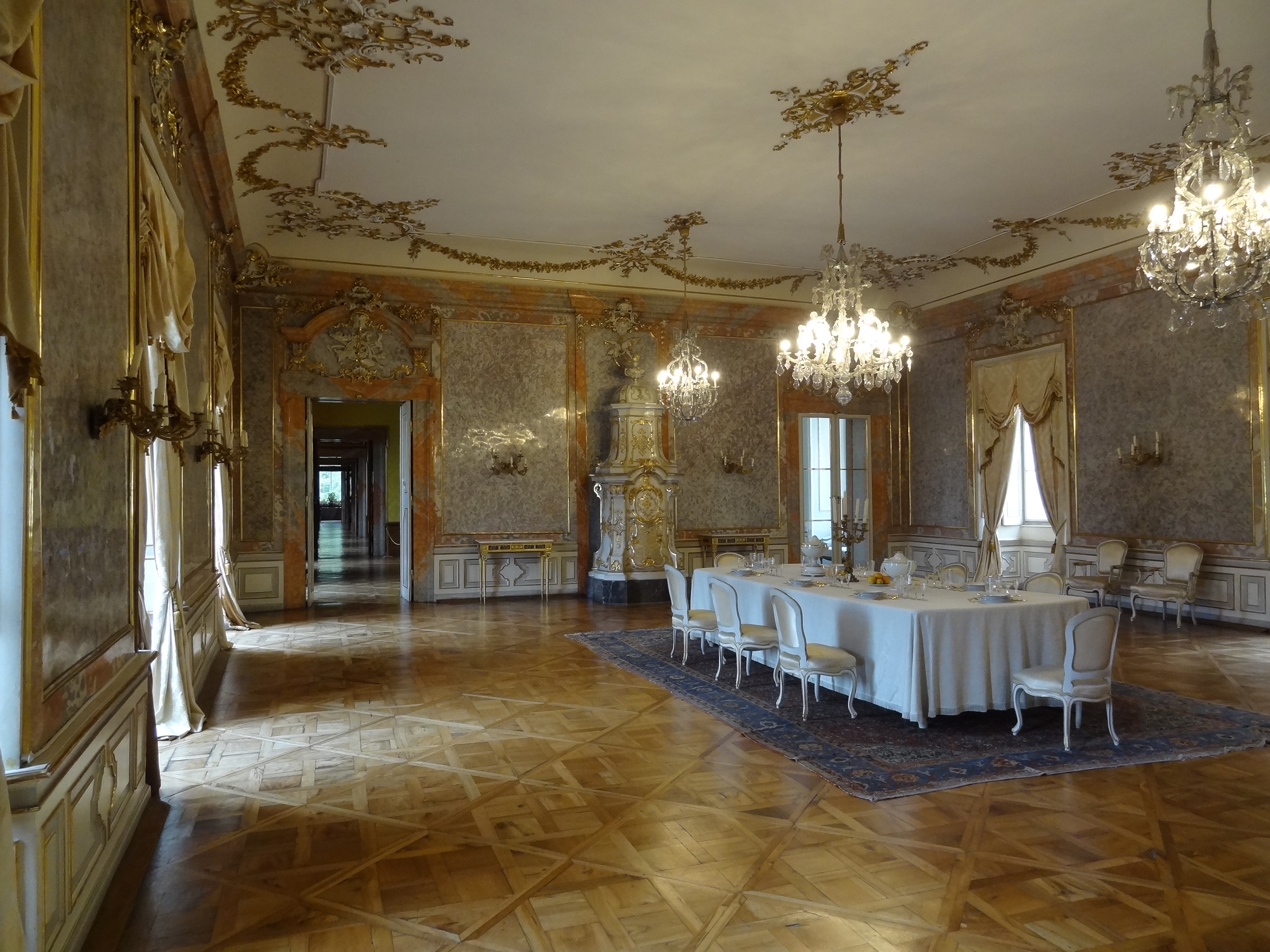
Château de Valtice
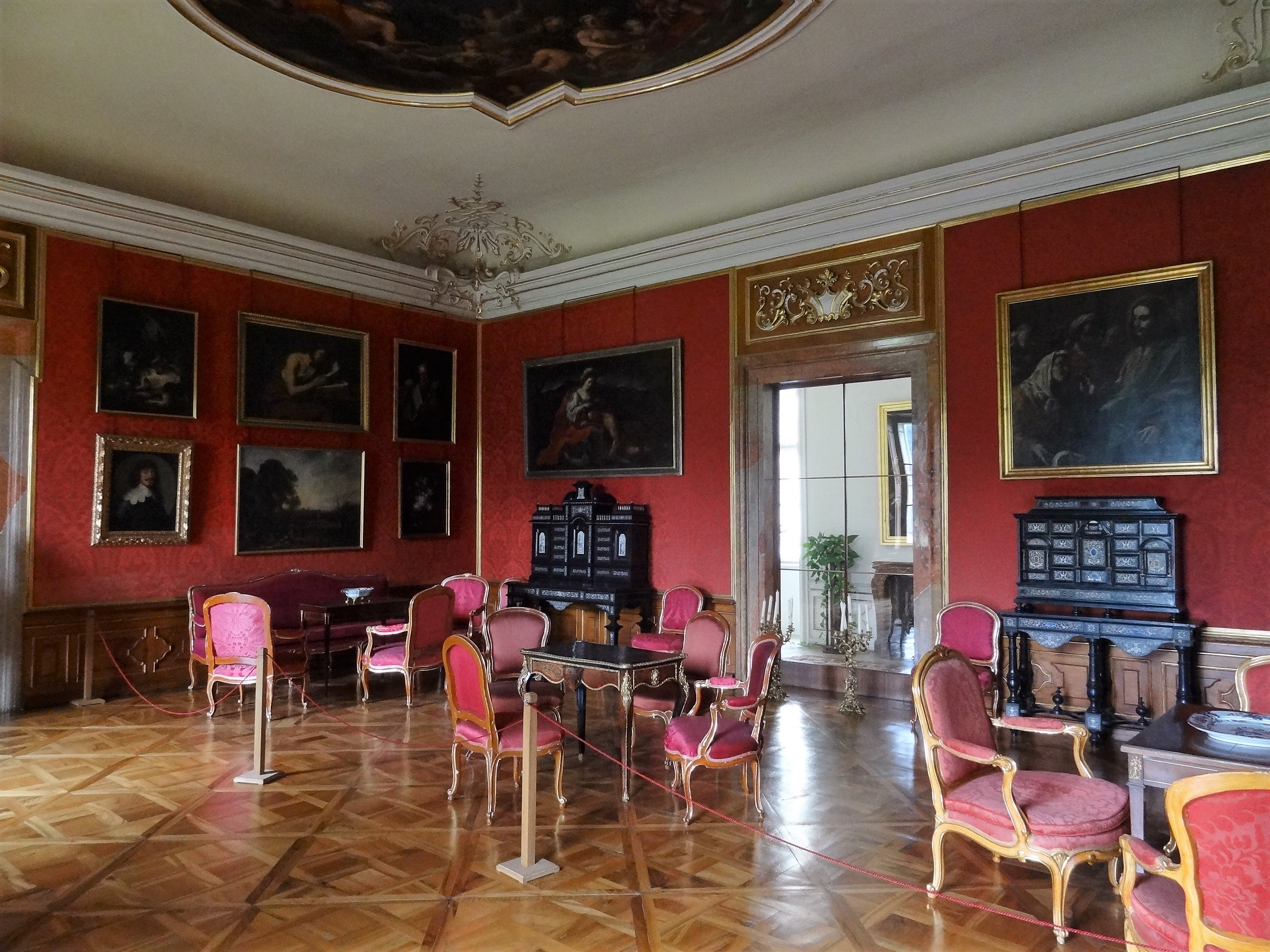
Château de Valtice
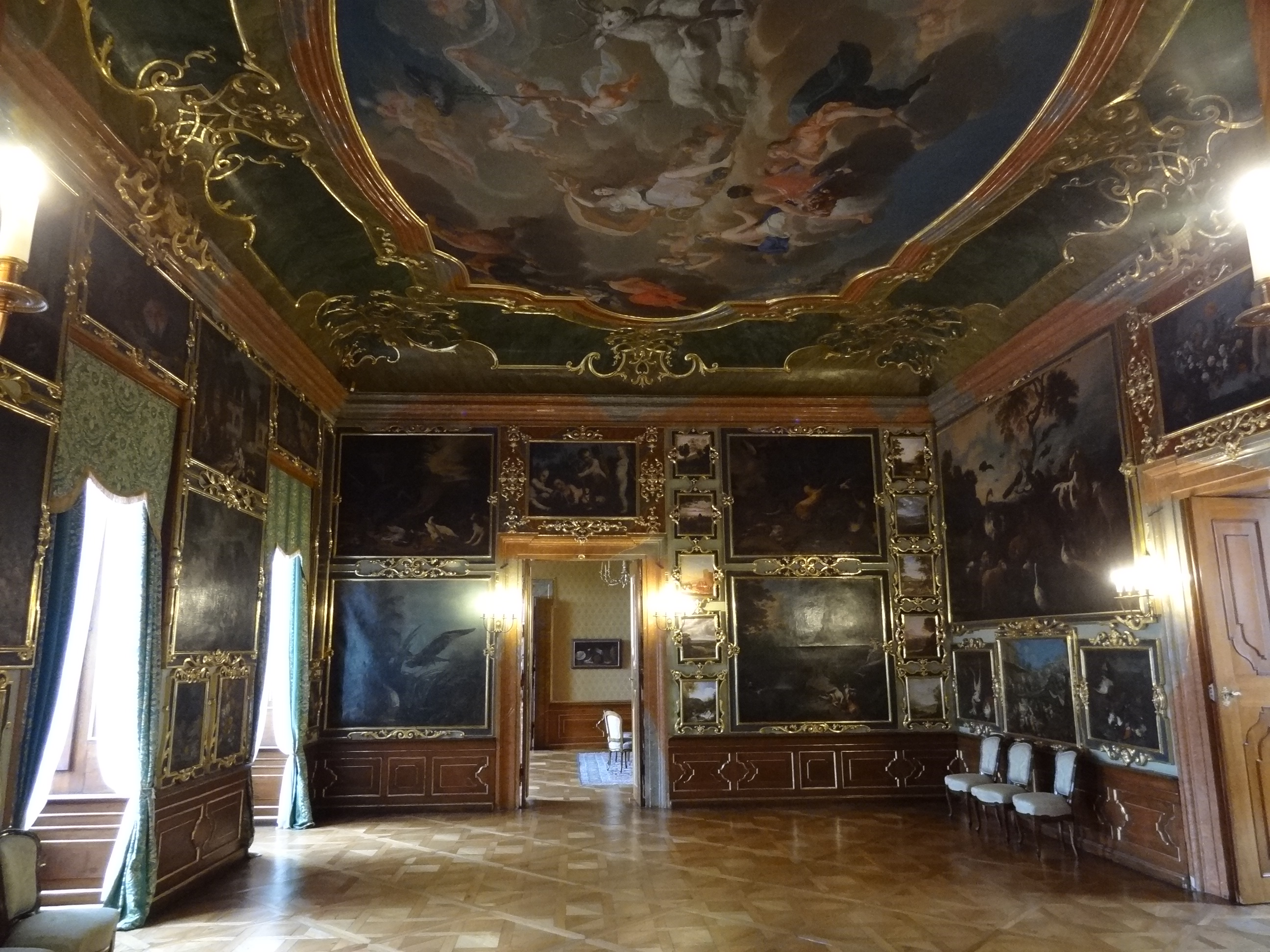
Château de Valtice

## Transports
Par la route, Valtice se trouve à 10 km de Břeclav, à 61 km de Brno, à 75 km de Vienne et à 264 km de Prague.